# Диффузия носителей заряда
Диффузия носителей заряда — перемещение носителей заряда внутри кристалла по направлению к уменьшению их концентрации. Этот процесс особенно значим при взаимодействии с неравновесными носителями заряда и способствует устранению любых неоднородностей в их распределении по объёму кристалла. Такие неоднородности могут возникнуть из-за введения дополнительных носителей заряда, их неравномерной генерации, воздействия внешнего электрического поля или из-за неоднородности самого кристалла. В результате, в направлении уменьшения концентрации формируется направленное движение носителей — диффузионный ток, чья плотность прямо пропорциональна градиенту концентрации. В полупроводниках различают монополярную и биполярную диффузии: монополярная диффузия связана с перемещением носителей одного типа заряда, тогда как биполярная диффузия включает совместное перемещение носителей противоположных знаков.
В результате диффузии носителей заряда в полупроводниках возникает электрический ток с плотностью:
{\displaystyle j=eD_{n}\nabla n-eD_{p}\nabla p\,,}
где e — заряд электрона, n и p — концентрации электронов и дырок соответственно, а
Dn и Dp — коэффициенты диффузии для электронов и дырок. В полупроводниках с монополярной проводимостью (носители одного знака) появление объёмного заряда вызывает возникновение электрического поля, которое, в свою очередь, приводит к дрейфу носителей в направлении, противоположном диффузии. В состоянии равновесия диффузионные и дрейфовые токи компенсируют друг друга.
В полупроводниках с биполярной проводимостью, несмотря на присутствие носителей обоих знаков, также возникает объёмный заряд, потому что коэффициенты диффузии для разных типов носителей обычно не равны (Dn≠Dp)
и при диффузии носители одного типа могут перемещаться быстрее другого. Это приводит к возникновению электрического поля, которое замедляет более подвижные и ускоряет менее подвижные носители. В результате происходит перемещение носителей обоих знаков, известное как амбиполярная диффузия.
Амбиполярная диффузия неравновесных носителей является основой для таких явлений, как эффект Дембера и эффект Кикоина — Носкова.